# Arhopala lazula
Arhopala lazula är en fjärilsart som beskrevs av Moore 1884. Arhopala lazula ingår i släktet Arhopala och familjen juvelvingar. Inga underarter finns listade i Catalogue of Life.